# 청정로 (순창 정읍)
청정로(Cheongjeong-ro)는 전북특별자치도 순창군 쌍치면 쌍갈매 교차로와 정읍시 산외면 종산삼거리를 잇는 도로이다.

## 주요 경유지
전북특별자치도
- 순창군 (쌍치면) - 정읍시 (산내면 . 산외면)

## 노선
| 이름           | 접속 노선                                             | 소재지 | 소재지 | 비고                                            |
| -------------- | ----------------------------------------------------- | ------ | ------ | ----------------------------------------------- |
| 쌍갈매 교차로  | 국도 제29호선 (순정로)                                | 순창군 | 쌍치면 | 국도 제21호선 구간                              |
| 쌍치사거리     | 국도 제21호선 국가지원지방도 제55호선 (밤재로) 쌍계로 | 순창군 | 쌍치면 | 국도 제21호선 구간 국가지원지방도 제55호선 구간 |
| 무너미고개     |                                                       | 순창군 | 쌍치면 | 국가지원지방도 제55호선 구간                    |
| 금성교         |                                                       | 순창군 | 쌍치면 | 국가지원지방도 제55호선 구간                    |
| 오봉사거리     | 삼장길                                                | 순창군 | 쌍치면 | 국가지원지방도 제55호선 구간                    |
| 매죽사거리     | 국가지원지방도 제55호선 (쌍치 ~ 산내간 도로) 매대길   | 정읍시 | 산내면 | 국가지원지방도 제55호선 구간                    |
| 매죽교 매죽2교 |                                                       | 정읍시 | 산내면 |                                                 |
| 구절초삼거리   | 국가지원지방도 제55호선 (쌍치 ~ 산내간 도로)          | 정읍시 | 산내면 | 국가지원지방도 제55호선 구간                    |
| 산내사거리     | 국도 제30호선 국가지원지방도 제55호선 (태산로)        | 정읍시 | 산내면 | 국가지원지방도 제55호선 구간                    |
| 쑥고개         |                                                       | 정읍시 | 산내면 | 지방도 제715호선 구간                           |
| 두월삼거리     | 산내로                                                | 정읍시 | 산내면 | 지방도 제715호선 구간                           |
| 옛터고개       |                                                       | 정읍시 | 산내면 | 지방도 제715호선 구간                           |
| 종산2교        |                                                       | 정읍시 | 산외면 | 지방도 제715호선 구간                           |
| 종산삼거리     | 지방도 제715호선 지방도 제749호선 (종운로)            | 정읍시 | 산외면 | 지방도 제715호선 구간                           |
| 종운로와 직결  |                                                       |        |        |                                                 |

## 주요 시설및 건물
- 산내면 종합체육센터 (청정로 1297/능교리 470-2)
- 홍문노인회관 (청정로 1567/예덕리 223-3)